# القضايا الخمس والتسعون

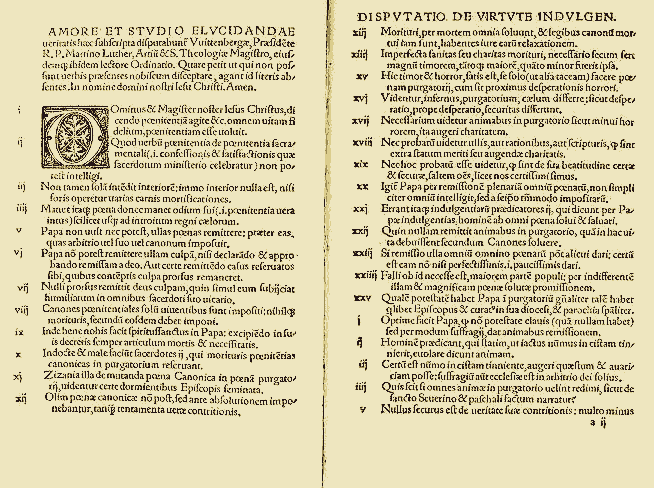
نسخة من القضايا الخمس والتسعين الخاصة بمارتن لوثر.

القضايا الخمس والتسعون (باللاتينية: Disputatio pro declaratione virtutis indulgentiarum) وتعرف أيضًا باسم الرسائل الخمس والتسعون، هي مجموعة النقاط التي اعترض عليها مارتن لوثر، وشكلت انطلاق البروتستانتية، بعد أن علقها على باب الكاتدرائيّة الرئيسية في فيتنبرغ، وتتلخص الاعتراضات حول قضايا التكفير عن الخطايا وأهمية أعمال البر التكفيرية وسلطة البابا في الكنيسة الكاثوليكية. أثارت القضايا جدلاً واسعًا في الغرب المسيحي وفتحت باب العديد من المناظرات الدينية، والتشاحن.

## التاريخ
في 31 أكتوبر 1517 كتب لوثر لألبرت ماينز محتجًا على بيع صكوك الغفران، وقد أرسل للأسقف إحدى نسخ كتبه اللاهوتية، والتي باتت تعرف باسم الأطروحات الخمس والتسعين. قال لوثر أنه لم يكن ينوي مواجهة الكنيسة، ولكنه اعترض على ممارستها بخصوص لاهوت التبرير، مع ذلك يمكن القول بأن شيئًا من التحدي شاب العديد من الأطروحات وبخاصة القضية 86 التي قال فيها، لماذا لا يقوم البابا، ببناء بازليك القديس بطرس من ماله الخاص بدلاً من مال الفقراء.
مجمل القضية والخلاف، يعود لكون لاهوت التبرير الكاثوليكي يحتاج للتكفير عن الخطايا بأعمال خير كان من بينها التبرع لبناء الكنائس، اعتراض لوثر كان حول أن المغفرة التي يمنحها الله تتم بمعزل عن الأعمال الصالحة تكفيرًا عن الذنب. في عشية عيد جميع القديسين يوم 31 أكتوبر 1517 نشر لوثر قضاياه المكتوبة باللاتينية على باب كنيسة جميع القديسين في فيتبرغ، وفي اليوم نفسه، أرسل لوثر نسخة مكتوبة بخط يده إلى رئيس أساقفة ماينز ألبرت ماغديبرغ، وهو أحد كبار الداعمين للتكفير بالأعمال عن طريق صكوك الغفران. خلال أسبوعين، انتشرت القضايا في جميع أنحاء ألمانيا وفي غضون شهرين في جميع أنحاء أوروبا، مما يجعلها من أكبر القضايا الجدلية في التاريخ الحديث.

## وصلات خارجية
- القضايا الخمس والتسعون على موقع الموسوعة البريطانية (الإنجليزية)